# Ángel Edmundo Orellana
 (juillet 2022).
Si vous disposez d'ouvrages ou d'articles de référence ou si vous connaissez des sites web de qualité traitant du thème abordé ici, merci de compléter l'article en donnant les références utiles à sa vérifiabilité et en les liant à la section « Notes et références ».
Ángel Edmundo Orellana (né le 20 octobre 1948 à Juticalpa), est un homme politique hondurien,. Ministre des Affaires étrangères du Honduras depuis le 14 janvier 2008, succédant à Milton Jiménez. Il a ensuite été nommé Ministre de la Défense, et a démissionné de ce poste en protestation à la consultation populaire prévue par le président Manuel Zelaya en juin 2009, quelques jours avant le coup d'État du 28 juin 2009.